# Saint-Blaise (Suíça)
Saint-Blaise é uma comuna da Suíça, situada no cantão de Neuchâtel. Tem 8,87 km² de área e sua população em 2018 foi estimada em 1.563 habitantes.